# Marcelo Fernández (Fußballspieler, 2001)
Marcelo Fabián Fernández Benítez (* 25. Oktober 2001 in Itá) ist ein paraguayischer Fußballspieler.

## Karriere

### Verein
Von der U23 von Club Libertad wurde er für den Verlauf des Jahres 2022 an den Tacuary Football Club. Für diesen hatte er dann auch im Februar 2022 sein Debüt. Für Libertad stand er aber schon bereits am 16. August 2021 einmal für ein Ligaspiel auf dem Platz. Ab Anfang 2023 war er dann wieder zurück bei seinem Stammklub und gewann mit diesen in diesem Jahr die Apertura und Clausura.

### Nationalmannschaft
Im Dezember 2023 wurde er erstmals für die paraguayische U23 für die Vorbereitung vor dem Qualifikationsturnier für Olympia nominiert. Dort kam er auch drei Mal zum Einsatz. Bei dem Turnier selbst stand er dann in sechs von sieben Partien auf dem Platz und erzielte dabei zwei Tore. Am Ende landete er mit seinem Team hier auf dem ersten Platz der Endgruppe und qualifizierte sich so für die Spiele in Paris.